# Коммунализм
Во многих частях мира термин коммунали́зм используется для обозначения современной теории, которая описывает широкий диапазон социальных движений и социальных теорий, которые ориентируются на местное общинное самоуправление. Такая система самоуправления, по мнению её сторонников, должна исходить из принципов децентрализации и прямой демократии, опирающейся на местные муниципалитеты.
Теория коммунализма может принимать форму совместного проживания или же общественной собственности, среди всего прочего. Также в рамках данной теории рассматривается такая система общественного устройства, при которой общество должно существовать, будучи сформированным из небольших, независимых коммун, а государство будет только конфедерацией таких коммун.
Теория коммунализма часто связывается с различными направлениями социализма, в особенности коммунизма (и, в частности, религиозного коммунизма, или же примитивного коммунизма), а также содержит в себе многие положения анархизма.
Иногда высказываются в том ключе, что данная теория ставит интересы общества выше интересов отдельного человека, но это, как правило, делается исходя из того принципа, что общество существует в интересах всех людей, из которых оно состоит, и поэтому получается, что лучший способ служить интересам человека через интересы всего общества.

## Теория коммунализма на индийском субконтиненте
На территории индийского субконтинента термин «коммунализм» приобрёл совершенно иной смысл, нежели описанный выше, а именно религиозный, основанный на этнической почве местного сектантства, поощряющего общинное насилие (англ. communal violence), поддерживаемое многими политическими движениями.